# إرني لفلي
إرني لفلي (بالإنجليزية: Ernie Lively)‏ هو منتج أفلام ومخرج وممثل أمريكي، ولد في 29 يناير 1947 ببالتيمور في الولايات المتحدة.

## أعمال

### أفلام
- (1991) الرجل في القمر[11]
- (1999) الطابق الثالث عشر[12]
- (2001) الفطيرة الأمريكية 2[13][14][15]

## وصلات خارجية
- إرني لفلي على موقع IMDb (الإنجليزية)
- إرني لفلي على موقع قاعدة بيانات الفيلم (الإنجليزية)